# Margarida d'Artois
Margarida d'Artois (1285 - 1311) va ser una noble francesa, comtessa consort d'Evreux.
Era filla de Felip d'Artois, senyor de Conches, i de Blanca de Bretanya. Es va casar el 1300 amb Lluís de França, futur comte d'Evreux, fill del rei Felip III i de Maria de Brabant i germanastre de Felip IV. El matrimoni va tenir la següent descendència:
- Felip (1301-1343), rei de Navarra i comte d'Évreux
- Maria (1303-1335), duquessa consort de Brabant
- Carles (1305-1336), comte d'Étampes
- Margarida (1307-1350), comtessa consort d'Alvèrnia
- Joana (1310-1371), reina consort de França

Va morir el 23 d'abril de 1311 i va ser enterrada a l'església dels jacobins de París, al costat del marit.